# Marina Perazić
Marina Perazić (Rijeka, 29. svibnja 1958.) hrvatska je pjevačica. Samostalno i u duetu Denis & Denis, predvodila je val elektronske glazbe 1980-ih. 
Album grupe Denis & Denis "Čuvaj se!" najprodavanija je ploča u riječkoj pop/rock povijesti.

## Glazbena karijera

### Denis & Denis (1982. - 1986.)
Nakon što se sastav Vrijeme i zemlja raspao početkom 1980-ih, Davor Tolja (1957.) osniva sastav Toljina funk-selekcija s kojom 1982. godine nastupa na Ri-rocku. Sastav su činili Davor Tolja i Marina Perazić te su 1982. godine osnovali pop duo Denis & Denis. Marina je prije toga pjevala u zboru "Jeka primorja", dok je tijekom studija građevine bila članica mulitmedijalnog sastava Sigma Tau.
Sastav Denis & Denis je vrlo brzo postigao uspjeh, za što su bili zaslužni efektni demosnimci i Marinin seksipilni vokal. Gotovo su preko noći osvojili sve veće radio postaje u bivšoj Jugoslaviji. Prvi nastup imali su krajem 1982. godine u riječkoj Dvorani mladosti kao predizvođači sastavu Boa, dok 1983. godine dobivaju veliku medijsku pozornost. Sljedeće godine objavljuju svoj prvi studijski album pod nazivom Čuvaj se!, kojeg je najavio hit singl "Program tvog kompjutera" (B-strana skladba "Noć"). Materijal se sastojao od kolekcije potencijalnih hit-singlova te je teško neki izdvojiti jer su svi bili favorit. Čuvaj se je od strane publike u časopisu "Rock" proglašen najboljim albumom u 1984. godini po mišljenju kritike i publike. Na snimanju materijala gostovali su Massimo Savić (gitara), Zoran Prodanović Prlja (vokal) i Edi Kraljić (vokal), dok su producenti bili Davor Tolja i Andrej Baša. Po objavljivanju albuma slijedi velika medijska pozornost za sastavom, gdje se nižu televizijski nastupi, dok rjeđe nastupaju u živo.
Sljedeće godine Tolja odlazi na odsluženje vojnoga roka, a tijekom njegovog redovnog dolaska snimaju mini LP Ja sam lažljiva. Na verziji koja je izašla na kazeti nalaze se dvije demosnimke koje je Tolja snimio još 1982. godine. Ovim albumom postižu još veću popularnost, a kao velike hit-skladbe između ostalih ističu se se "Voli me još ovu noć", "Ja sam lažljiva" i "Soba 23" za koju je snimljen erotični video uradak. U spotu zajedno s Marinom Perazić pojavljuje se i Edi Kraljić, koji je mijenjao Tolju dok je bio na odsluženju vojnoga roka. Kao tekstopisci na pjesmama potpisuju se Alka Vuica, Domenika Vanić i Mladen Popović. Na kraju godine od časopisa "Rock" pokupili su niz priznanja od kojih su neki najbolji video za pjesmu "Ja sam lažljiva" te proglašenje Marine Perazić najseksipilnijom i najpopularnijom pjevačicom godine. Nakon toga Marina Perazić i novosadski glazbenik Rex Ilusivii snimaju njegovu skladbu "Plava jutra", ali ona nikada nije objavljena.
Davor Tolja vraća se iz JNA 1985. godine. Sastav nastupa kao trio (Tolja-Perazić-Kraljić), najčešće po festivalima. U sklopu "Mirodroma" pojavljuju se na stadionu Poljud u Splitu, a potom i na festivalu MESAM gdje izvode vrlo zapaženu skladbu "Oaze snova". Marini je na MESAM-u također uručena nagrada za najbolju pjevačicu godine. Nastupaju na kvalifikacijama za pjesmu Eurovizije u Prištini, gdje su osvojili treće mjesto sa skladbom "Braća Grimm i Andersen".

### Solo karijera
U rujnu 1986. godine Marina Perazić odlazi iz sastava i kratko se posvećuje svojoj solo karijeri. Sljedeće godine objavljuje svoj samostalni album pod nazivom Marina na kojemu se najviše ističe skladba koja se i danas često čuje na radio postajama, "Kolačići". Na albumu se kao tekstopisci pojavljuju Alka Vuica i Marina Tucaković, dok je producent bio Mato Došen. Album je prodan u zlatnoj nakladi.

### Nakon raspada sastava
Marina Perazić nakon što je izašla iz skupine Denis & Denis i objavila svoj samostalni album Marina, 1988. godine odlazi u Sjedinjene Države. Živjela je u izvanbračnoj vezi s Ivanom Feceom Firčijem (bubnjar kultne beogradske skupine Ekatarina Velika), te rodila dvije kćerke Miju (1993.) i Lunu (1995.). Godine 1997. prekida vezu s Feceom i vraća se u Hrvatsku. 1998. izbacuje drugi studijski album Ista kao more nazvan prema pjesmi Budi kao more grupe Indexi koju je i otpjevala na albumu.  U novije vrijeme bila je sudionica hrvatske i srpske verziji reality showa Farma.

### Povratak
U rujnu 2012. godine na konferenciji za novinare utemeljitelj i autor pjesama Davor Tolja najavio je regionalnu turneju sastava "Denis & Denis", sa sadašnjim i bivšim članovima grupe, kojom su obilježili 30. godišnjicu svog prvog nastupa održanog 1982. godine.
Posljednjih godina Denis & Denis nastupaju u originalnoj postavi.

## Diskografija

### Studijski albumi

#### Denis & Denis
- Čuvaj se! (1984.) – zlatna ploča
- Ja sam lažljiva (1985.) – zlatna ploča
- Restart (2013.)

#### Solo
- Marina (1987.) – zlatna ploča
- Ista kao more (1998.)

### Kompilacije
- Program tvog kompjutera (1995.)
- The Best Of Denis & Denis (2006.)
- 2 na 1 Collection (2010.)

### Singlovi
- Program tvog kompjutera / Noć (1984.)
- Oaze snova / Voli me još ovu noć (1985.)
- Bengalski tigar / Bio sam dijete (1988.)

## Privatan život
Bila je u dugogodišnjoj vezi s Ivanom Fece Firčijem, bubnjarom benda Ekatarina Velika s kojim ima dvoje djece.
Marina je otkrila da je u ranim 1980-ima bila u vezi s Momčilom Bajagićem Bajagom.
Bila je i u vezi s Vladom Georgievom.